# Baader Bank

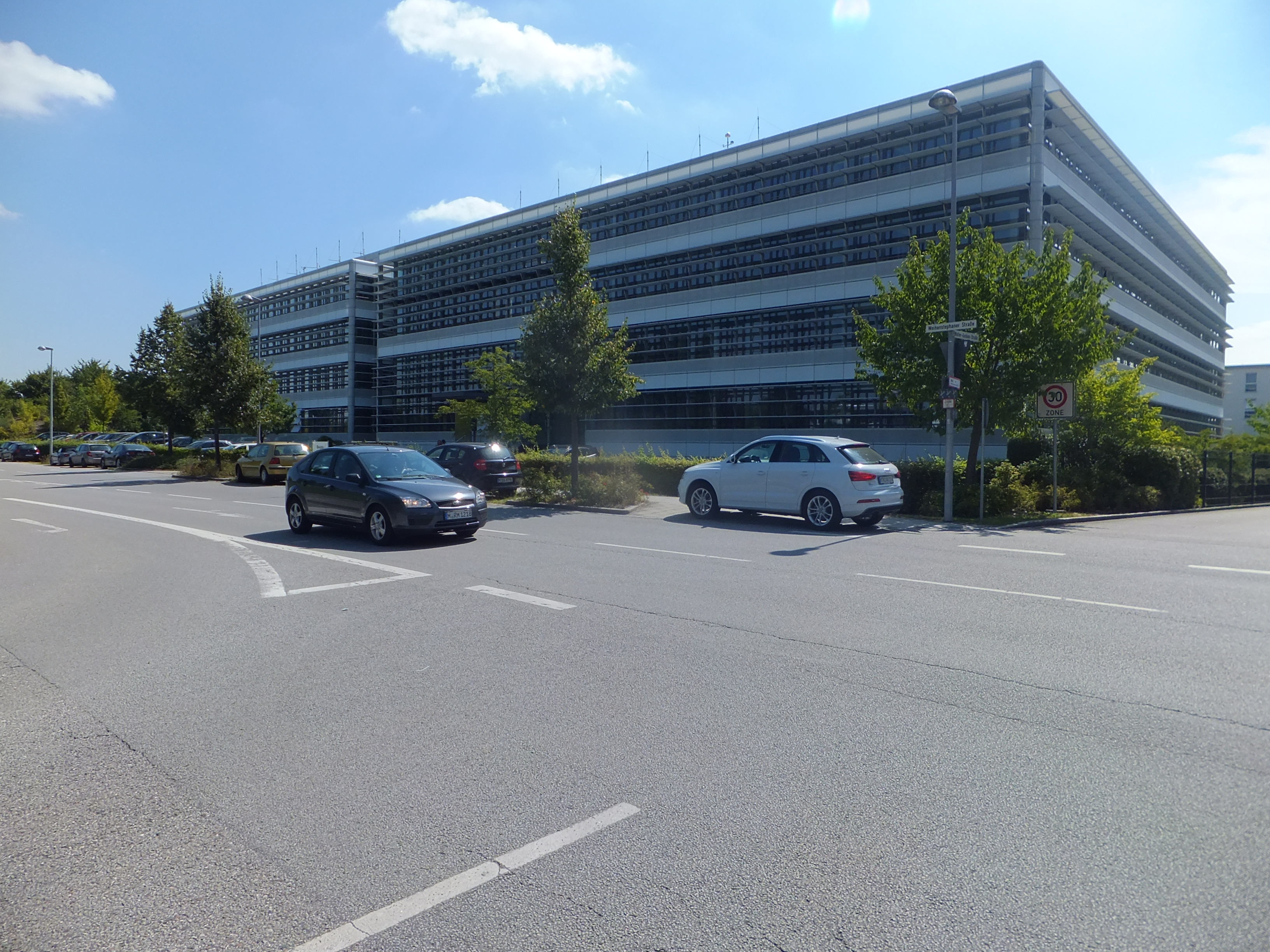
Gebäude der Baader Bank in Unterschleißheim

Die Baader Bank AG ist eine deutsche Bank mit Sitz in Unterschleißheim bei München und im Handel von Finanzinstrumenten tätig. Als Market Maker mit Vollbanklizenz ist sie für die Preisfindung von über 800.000 Wertpapieren verantwortlich, vertreibt Dienstleistungen im Bereich Trading, Konto- und Depot- und Nebendienstleistungen und begleitet mittelständische Unternehmen bei Kapitalmaßnahmen und Börsengängen. Die Bank ist vor allem im Gebiet der DACH-Region (Deutschland, Österreich, Schweiz) geschäftlich aktiv. Ausgangspunkt der Unternehmensentwicklung war die Zulassung Uto Baaders, Gründer der späteren Baader Bank, am 1. Juli 1983 an der Börse als Börsenmakler.

## Unternehmensstruktur
Die Baader Bank Aktiengesellschaft ist eine mehrheitlich in Familienbesitz befindliche, börsengelistete Bank. Sie verfügt über eine Vollbanklizenz, ist Mitglied des Bundesverbandes deutscher Banken e.V. und gehört dessen Einlagensicherungseinrichtung an. Die Konzernzentrale befindet sich in Unterschleißheim bei München. Weitere deutsche Standorte der Baader Bank sind Frankfurt am Main und Stuttgart. Zum Jahresende 2023 waren insgesamt 560 Mitarbeiter im Baader-Bank-Konzern und 525 Mitarbeiter in der Baader Bank AG beschäftigt.
Zum Baader-Bank-Konzern gehören neben der Konzernmutter sechs vollkonsolidierte Gesellschaften:
- Baader & Heins Capital Management AG, Unterschleißheim, (75 Prozent Kapitalanteil)
- Selan Holding GmbH, Unterschleißheim, (100 Prozent Kapitalanteil)
- Baader Helvea AG, Zürich (Schweiz), (100 Prozent Kapitalanteil)
- Baader Helvea Inc., New York (USA), (100 Prozent Kapitalanteil)
- Baader Helvea Ltd., London (UK), (100 Prozent Kapitalanteil)
- Selan d.o.o., Senj (Kroatien) (100 Prozent Kapitalanteil).

### Geschäftstätigkeiten
Die Bank hat ihre Tätigkeiten in sechs Geschäftsfeldern organisiert. Das Kerngeschäft der Bank umfasst die Erbringung von Dienstleistungen in den Geschäftsfeldern Market Making, Capital Markets und Brokerage. Die Geschäftsfelder Account Services, Fund Services und Research Services ergänzen die Tätigkeiten. Die Baader Bank agiert am Kapitalmarkt als Partner für Unternehmen, Börsen und Handelspartner (u. a. Direktbanken, institutionelle Investoren, Unternehmen, Vermögensverwalter, FinTechs, Kapitalsammelstellen und Portfoliomanager).

### Anteilseigner
Die Aktien der Baader Bank sind im Freiverkehr der Börse München und dort im Marktsegment m:access sowie im Freiverkehr der Börsenplätze Berlin, Düsseldorf, Frankfurt am Main, Hamburg und Stuttgart handelbar. Die Baader Beteiligungs GmbH, München, hält 66,34 Prozent der Anteile an der Baader Bank, 5,40 Prozent hält die Ubtrend GmbH & Co. KG und die weiteren 28,26 Prozent der Anteile befinden sich im Streubesitz.

## Geschichte

### Vorgeschichte als Börsenhandelsunternehmen
Ausgangspunkt der Entwicklung war die Zulassung Uto Baaders, des Gründers der Bank, am 1. Juli 1983 an der Börse als Börsenmakler. Er betreute zu Beginn die Orderbücher von drei Aktien, den nordamerikanischen Werten American Telephone & Telegraph, Communications Satellite Corp. und Westinghouse Electric. Im Oktober 1987 begann Baader mit dem Handel mit Auslandsaktien in Deutschland. Mit der Emissionsbegleitung der DB-Soft AG erweiterte Baader 1993 erstmals seine Geschäftstätigkeit über die Skontroführung hinaus. Daraus entstand später ein eigener Geschäftsbereich. Mit dem Erwerb der börsennotierten Ballmaier & Schultz Wertpapier AG – Baader hielt Mitte 1996 mehr als 70 Prozent – und der 1998 erfolgten Zusammenführung entstand die Baader Wertpapierhandelsbank AG. Damit wurde die Baader Bank an der Frankfurter Börse aufgenommen.

### Geschäftserweiterung
Anfang der 2000er Jahre steigerte die Baader Bank ihre Zukaufsfrequenz bei Orderbüchern, wodurch die Skontroführung in deutschen Aktien weiter ausgebaut wurde. So integrierte sie im Jahr 2000 die Stuttgarter Maklerfirma KST, 2001 Eckes Effektenhandel AG (Frankfurt) sowie 2002 German Brokers (Frankfurt). Außerdem beteiligte sich Baader Ende 2002 an der Heins & Seitz Capital Management GmbH (München). 2003 kamen die Skontren von Gebhard & Schuster (München), die der Frankfurter Makler Bargmann, Pfeiffer und Elsässer sowie das Düsseldorfer Maklerhaus Spütz Börsenservice GmbH hinzu. Durch den Kauf von Eckes stieg die Baader Bank in das institutionelle Vermittlungsgeschäft ein. Der Erwerb von Spütz bedeutete einen Ausbau der Skontroführung für derivative Produkte. Zu Beginn 2008 erfolgte die Übernahme der Deutschen Börsenmakler GmbH. Mit diesem Schritt erweiterte das Unternehmen seine Tätigkeiten an gehandelten Wertpapiergattungen um börsengehandelte Fonds (ETFs). Die Bank hatte in den Jahren zwischen 1998 und 2008 rund 20 Firmen aufgekauft und stieg so mit einem Marktanteil von 31 Prozent am Frankfurter Parketthandel zum Marktführer auf.

### Umwandlung zur Vollbank
Am 31. Juli 2008 wurde aus der Baader Wertpapierhandelsbank AG die Vollbank Baader Bank AG. Im Oktober trat das Institut dem Bundesverband deutscher Banken bei und wurde gleichzeitig Mitglied im Einlagensicherungsfonds des Bundesverbandes.
Vom 31. März 2010 an erfolgt die Preisfeststellung der Baader-Aktie nicht mehr im regulierten Markt, sondern im Marktsegment m:access innerhalb des Freiverkehrs der Börse München. Neben München wurde die Aktie weiterhin an allen deutschen Börsen im Freiverkehr gehandelt. Zudem begann die Baader Bank ihre Aktivitäten im außerbörslichen Wertpapierhandel. So stellte das Institut An- und Verkaufskurse von deutschen und internationalen Aktien für Kunden zur Verfügung.
Mit Aufnahme des Xetra-Spezialistenmodells an der Frankfurter Wertpapierbörse am 23. Mai 2011 erwarb die Baader Bank die dortigen 120 Orderbücher (Skontren) der Skontroführergesellschaften Bid & Ask Financial Services mbH (Nürnberg), Hordoff GmbH (Frankfurt) und Mercurius Handelsbank GmbH (Frankfurt). Im August 2013 übernahm die Baader Bank den schweizerischen Aktien-Broker Helvea mit dessen Standorten in Genf, Zürich, London, Montreal sowie New York.

### Umstrukturierung und weitere Entwicklung
Im Juli 2015 übergab der Gründer und Inhaber Uto Baader die Leitung der Baader Bank an seinen Sohn Nico Baader. Ein Jahr später wurden die Geschäftsfelder neu strukturiert: Capital Markets, Multi Asset Brokerage, Market Making, Asset Management Services, Banking Services und Research. 2019 wurde die Konzernstruktur mit der Veräußerung strategisch nicht relevanter Einheiten konsolidiert.
2018 startete die Baader Bank den Ausbau als Kundenbank. Auf einer Basis von 25.000 Depots, einer Bilanz von 700 Millionen Euro und einem Eigenkapital von 76 Millionen Euro vervierfachte sich die Zahl der Depots innerhalb von zwei Jahren. Ende 2021 waren es etwas mehr als eine halbe Million Depots. Ein Jahr später stieg die Zahl um 70 Prozent auf 843.000. Das Depotvolumen erreichte 15,7 Milliarden Euro. Im Juni 2023 wurden erstmals eine Million Depots geführt.